# 高天亮
高天亮（2000年7月24日—，游戏ID：Tian），英雄联盟职业运动员，出生于吉林省延边朝鲜族自治州，两岁时搬到山东威海居住。目前为英雄联盟职业联赛（LPL）战队Top Esports打野选手。在FPX效力期间，随队获得了2019LPL春季赛季军、2019LPL夏季赛冠军以及英雄联盟2019赛季全球总决赛总冠军。高天亮本人获得了总决赛FMVP，成为获得此奖项的第二位LPL选手。

## 职业生涯
2015年，高天亮在初三的时候和朋友一起参加了TGA都市赛，虽然最终落败，但他在心中埋下了成为职业选手的愿望。在未满17岁时，高天亮来到了YM（Young Miracle）战队，当时和他一同前往的还有“黄金左手”之称的卓定（ID：Knight9），不过由于卓定天赋过人，时任YM老板刘谋（PDD）给他开出了高薪并且加以重点培养，而高天亮却无人问津，只能每日在地下室努力训练。他不甘这样的生活，默默找到刘谋说出了自己的愿望：“knight能够去LPL的时候，希望能把我也带走。”
2018年，高天亮和卓定一同被送到了SNG（Suning）战队，但他并未受到重视，只能作为战队替补，鲜有上场机会。
2019年，高天亮在转会期前去FPX（FunPlus Phoenix）试训，正值FPX刚刚签下中单金泰相（ID：Doinb）缺少一个打野，小天特别想抓住这个机会，他甚至说道“我可以不要钱打比赛，我只想证明自己。”最终Doinb选中了Tian，于是高天亮加入了FPX战队担任首发打野。在2019LPL春季赛上，他们以常规赛头名的身份直接晋级季后赛半决赛，但在半决赛中却不敌JDG（JD Gaming）无缘决赛，最终获得季军；在夏季赛上，他们又一次获得常规赛头名，这次他们没有浪费积分，在决赛中3:1战胜RNG（Royal Never Give Up）获得夏季赛冠军并以LPL赛区一号种子的身份进军英雄联盟2019赛季全球总决赛。在全球总决赛上，他们接连战胜强敌，1/4决赛中战胜了Fnatic，半决赛战胜了卫冕冠军iG（Invictus Gaming），在决赛中3:0横扫欧洲一号种子G2（G2 Esports）获得总冠军。高天亮凭借总决赛上的完美表现获得FMVP，赛后他表示会选择盲僧李青的冠军皮肤。11月，在海南举办的第一届LPL全明星周末颁奖典礼上，Tian入选了年度最佳阵容。

## 个人生活
高天亮生于一个医学世家，他的太爷爷、爷爷以及父亲都是中医。小时候他经常坐在父亲旁边看他打游戏，渐渐也喜欢上了打游戏，而父亲并未加以阻拦，高天亮放弃学业前往YM战队也得到了父亲的支持。有时他开玩笑说“如果不打职业，我可能现在已经在清华了。”他也被大家称为“清华打野”。到了YM战队，高天亮和很多队员结下了深厚的感情，他和YM中单卓定（ID：Knight9）、下路高振宁（ID：Ning）以及辅助史森明（ID：Ming）等人都是好朋友。高天亮也是一个资深“中二青年”，对于二次元动漫喜爱不已。

## 比赛数据
| 赛季          | 参赛场次 | 总击杀（场均） | 总助攻（场均） | 总死亡（场均） | KDA（战损比） | 场均金钱 | 场均补刀 | 场均插眼 | 场均排眼 | 场均参团率 | MVP次数 |
| ------------- | -------- | -------------- | -------------- | -------------- | ------------- | -------- | -------- | -------- | -------- | ---------- | ------- |
| 2018LPL春季赛 | 12       | 17（1.41）     | 80（6.66）     | 35（2.91）     | 2.70          | 11306    | 182      | 55       | 16       | 57.60%     | 1       |
| 2019LPL春季赛 | 37       | 106（2.86）    | 274（7.40）    | 87（2.35）     | 4.30          | 10585    | 150      | 23       | 14       | 71.90%     | 11      |
| 2019LPL夏季赛 | 33       | 118（3.57）    | 289（8.75）    | 78（2.36）     | 5.20          | 11157    | 161      | 21       | 14       | 63.80%     | 4       |
| 2020LPL春季赛 | 40       | 114（2.85）    | 305（7.62）    | 107（2.67）    | 3.90          | 10315    | 160      | 21       | 13       | 67.40%     | 3       |
| 2020LPL夏季赛 | 41       | 118（2.87）    | 275（6.70）    | 118（2.87）    | 3.30          | 10878    | 183      | 16       | 14       | 71.30%     | 2       |

数据来源：

## 成就

### FunPlus Phoenix
- 季军 — 英雄联盟职业联赛2019年春季赛
- 亚军 — 2019年英雄联盟洲际系列赛
- 冠军 — 英雄联盟职业联赛2019年夏季赛
- 冠军 — 英雄联盟2019赛季全球总决赛
- 季军 — 英雄联盟职业联赛2020年春季赛
- 亚军 — 2020年英雄联盟季中杯

## 个人荣誉
- 英雄联盟2019赛季全球总决赛FMVP
- 2019年LPL年度最佳打野

### 冠军皮肤
- FPX 李青 （涅槃）